# Denon

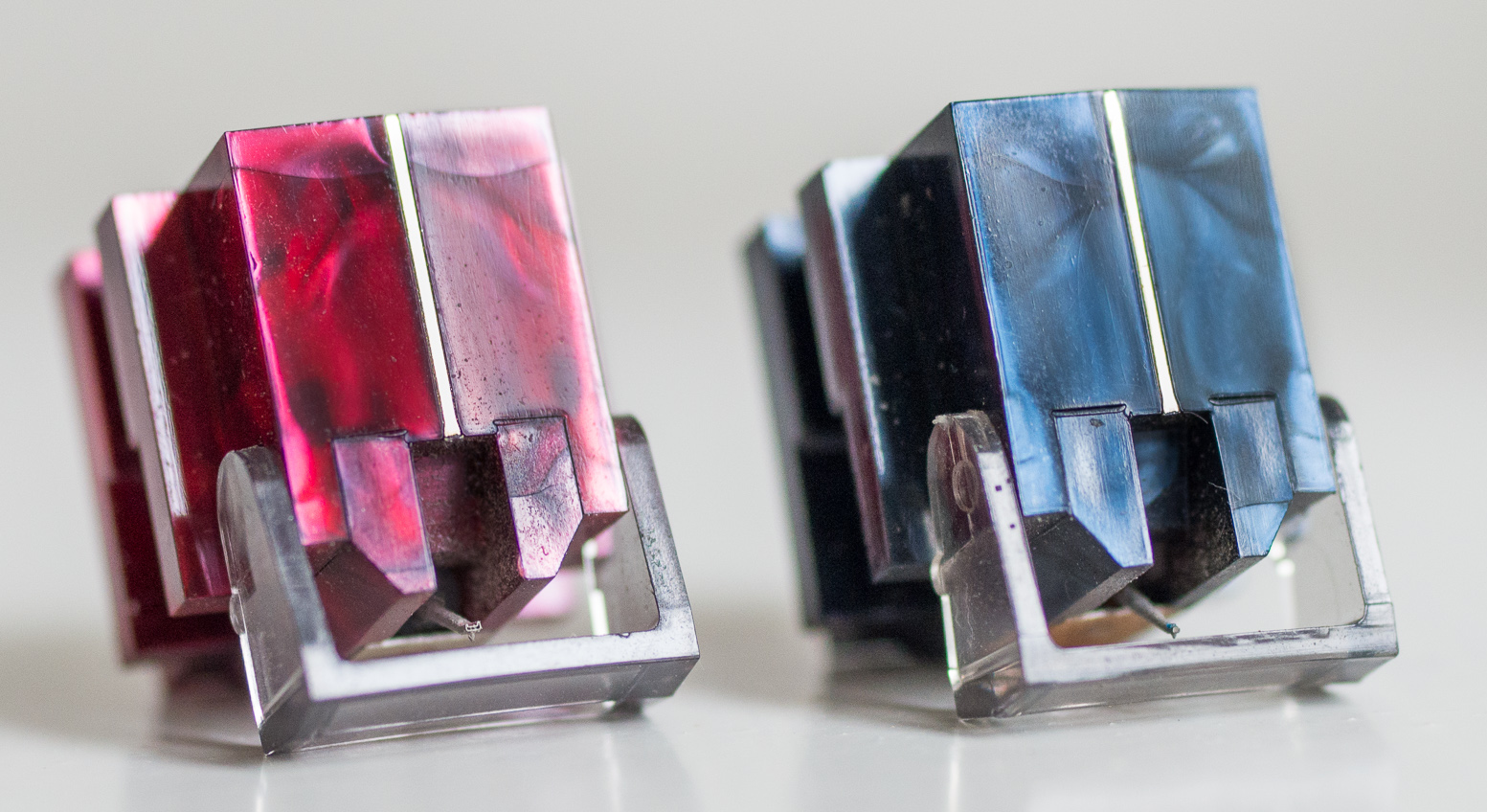
Två pickup-modeller i företagets produktutbud.

Denon är ett japanskt företag som producerar ljudprodukter. 
Nippon Columbia grundades 1910 av Frederick Whitney Horn. 1947 inkorporerades Japan Denki Onkyo, som senare fick bli företagets namn. Denon har sedan starten varit ett av de ledande företagen inom musikåtergivning. Namnet Denon är en sammansättning av de japanska orden Denki och Onkyo som betyder elektriskt ljud.
Under 2000-talet har Denon mest utmärkt sig för sina hemmabioförstärkare och var bland annat först med ett minisystem med stöd för 5.1-ljud 2001. De var även tidiga med system för att automatiskt ställa in hemmabions balanskontroller med hjälp av en medföljande mikrofon, systemen heter lite olika men är idag mycket vanligt förekommande bland bättre hemmabioförstärkare. Denon var också först med att presentera en THX-EX certifierad hemmabioförstärkare 1999. Slutligen var Denon tidigt ute med en iPod-docka till sina receivers. 
Det som dock utmärker Denon är att de vid sidan om sina satsningar inom hemmabio fortsätter att producera stereosystem med separata komponenter, HiFi-system. 2006 presenterade man en genomgripande revision av sina stereoförstärkare, som då fick tilläggsbeteckningen AE. 